# Thomas Rosales
Thomas Rosales (El Paso, 3 febbraio 1948) è un attore e stuntman statunitense di origine messicana.

## Biografia
È apparso in più di 150 film. La sua prima apparizione nota come stuntman è stata nel film Anno 2670 - Ultimo atto del 1973. Rosales è probabilmente uno dei più noti stuntman di Hollywood dato dal fatto che ha preso parte anche a molti ruoli parlanti. La sua filmografia comprende: RoboCop 2, Il corvo - The Crow, Tremors 2: Aftershocks, L.A. Confidential, U.S. Marshals - Caccia senza tregua, Deep Impact, Con Air, Il mondo perduto - Jurassic Park e Speed.

### Vita privata
È stato sposato dal 1969 al 1983 con l'attrice Charlene Jones da cui ha avuto due figli. Attualmente è sposato con Joyce Johnston da cui ha avuto altri due figli.

## Filmografia parziale

### Cinema
- RoboCop 2, regia di Irvin Kershner (1990)
- Predator 2, regia di Stephen Hopkins (1990)
- Una pallottola spuntata 33⅓ - L'insulto finale (Naked Gun 33⅓: The Final Insult), regia di Peter Segal (1994)
- Il corvo - The Crow (The Crow), regia di Alex Proyas (1994)
- Beverly Hills Cop III - Un piedipiatti a Beverly Hills III (Beverly Hills Cop III), regia di John Landis (1994)
- Speed, regia di Jan de Bont (1994)
- Uno sporco affare (The Hard Truth), regia di Kristine Peterson (1994)
- Mi familia (My Family), regia di Gregory Nava (1995)
- Miss Magic (Rough Magic), regia di Clare Peploe (1995)
- Tremors 2: Aftershocks (Tremors II: Aftershocks), regia di Steven Seth Wilson (1996)
- L.A. Confidential, regia di Curtis Hanson (1997)
- Il mondo perduto - Jurassic Park (The Lost World: Jurassic Park), regia di Steven Spielberg (1997)
- Face/Off - Due facce di un assassino (Face/Off), regia di John Woo (1997)
- Con Air, regia di Simon West (1997)
- U.S. Marshals - Caccia senza tregua (U.S. Marshals), regia di Stuart Baird (1998)
- Deep Impact, regia di Mimi Leder (1998)
- Un boss sotto stress (Analyze That), regia di Harold Ramis (2002)
- Superhero - Il più dotato fra i supereroi (Superhero Movie), regia di Craig Mazin (2008)
- Brüno, regia di Larry Charles (2009)
- Need for Speed, regia di Scott Waugh (2014)

### Televisione
- Squadra emergenza (Emergency!) – serie TV, 9 episodi (1973-1975, 1977)
- A-Team (The A-Team) – serie TV, 5 episodi (1985-1986)
- Agente speciale Kiki Camarena - Sfida ai narcos (Drug Wars: The Camarena Story), regia di Brian Gibson – miniserie TV (1990)
- Walker Texas Ranger (Walker, Texas Ranger) – serie TV, 7 episodi (1993-1995, 1998-2000)
- E.R. - Medici in prima linea (ER) – serie TV, episodi 8x18-9x02 (2002)
- Alias – serie TV, episodio 4x12 (2005)
- NCIS - Unità anticrimine (NCIS) – serie TV, episodi 7x22-9x14 (2006, 2012)